# Delirio
Delirio (convincimento errato incorreggibile) è un termine con il quale, in psichiatria e psicologia clinica, ci si riferisce a un disturbo del contenuto del pensiero, che può essere presente in varie malattie psichiche, ad esempio nella schizofrenia, negli episodi depressivi o maniacali con sintomi psicotici, nel disturbo delirante cronico (o paranoia). Si tratta di un giudizio errato della realtà che non viene corretto né dalla critica né dall'esperienza, in quanto le decisioni e i comportamenti che vengono adottati servono ad autoconfermare tale modello di pensiero. Le forme croniche di delirio, basate sull'elaborazione razionale e lucida di un sistema di credenze errate, possono essere l'unico sintomo di una patologia psichica, in questo caso si parla appunto in particolare di disturbo delirante cronico o paranoia.

## Tipi di delirio
Le numerose forme di delirio possono essere classificate da diversi punti di vista, per esempio in funzione della causa fisiologica scatenante, della durata, o della sintomatologia.
Nella sua "forma iperattiva", si manifesta soprattutto come grave confusione e disorientamento, si sviluppa con una insorgenza relativamente rapida e tende a fluttuare in intensità. 
Nella sua "forma ipoattiva", si manifesta invece con un improvviso ritiro dalla interazione con il mondo esterno (cose e persone).
Fra le specificazioni del termine delirio si possono citare le seguenti:
- delirio da collasso: condizione transitoria che si verifica frequentemente nelle malattie acute, in concomitanza con la cessazione di stati febbrili;
- delirio di influenzamento o delirio di riferimento: il paziente attribuisce un significato speciale a oggetti, eventi o persone a lui prossime;
- delirio da toccamento: consiste nella mania eccessiva di toccare alcuni oggetti;
- delirio nichilista: si riscontra nelle depressioni melanconiche, ed è costituito da un ammasso incoerente di idee negative;
- delirio onirico: consiste in un perturbamento della coscienza che conduce a emozioni simili a quelle presenti nella fase onirica; la coscienza del perturbato entra in una fase tale da non riuscire a distinguere la realtà dal profilo onirico di essa stessa.
- delirio professionale o di occupazione: consiste nel ricreare, da parte del paziente, le condizioni e i luoghi abituali di lavoro;
- delirio residuale: rappresentato dal perdurare di rappresentazioni deliranti a livello del pensiero, anche dopo la cessazione del perturbamento;
- delirio interpretativo: il soggetto interpreta fatti casuali come fatti a lui legati, sentendosi l'attore principale o sentendosi indicato come parte in causa;
- delirio di persecuzione: il paziente ritiene di essere oggetto di una persecuzione (situazione spesso identificata anche col termine paranoia);
- delirio bizzarro: il paziente aderisce a un sistema di credenze totalmente non plausibili (nella cultura di riferimento);
- delirio di controllo: il paziente è convinto che i propri pensieri o le proprie emozioni siano sotto il controllo di qualche forza esterna;
- delirio di inserimento: simile al precedente; il paziente è convinto che alcuni dei suoi pensieri gli vengano imposti da una forza esterna;
- delirio erotomanico o erotomania: il paziente è convinto che una certa persona (spesso una celebrità) sia segretamente innamorata di lui;
- delirio di gelosia: il paziente ha la convinzione infondata e ossessiva di essere tradito dal proprio partner. Tra i deliri esso è il più frequente;
- delirio di grandezza o megalomania: il paziente ha la convinzione di essere estremamente importante, per esempio di essere stato prescelto da Dio per compiere una missione di fondamentale importanza, o di essere l'unico detentore di conoscenze o poteri straordinari;
- delirio somatico: il paziente è convinto che il proprio corpo abbia qualche cosa di inusuale, come una rara malattia, qualche tipo di parassita o un odore sgradevole;
- delirio religioso: il paziente è convinto che forze religiose (quasi sempre appartenenti alla propria religione) lo proteggano da disgrazie, oppure da una malattia (reale ed esistente).
- delirio di identità: colui che ne è affetto crede di essere un'altra persona, spesso persone importanti come Principi, Presidenti.

## Interpretazione psicoanalitica
La psicoanalisi spiega determinate forme di delirio come l'emergere a livello di pensiero cosciente, in forma metaforica e allegorica, di contenuti inconsci. Questo meccanismo psicologico si attua all'insaputa del soggetto per cui la risposta è inerente non all'effettivo significato dell'emergere inconscio, ma al suo derivato allegorico che causa appunto la forma delirante che si riscontra nell'azione del soggetto che causa sconcerto negli altri che giudicano come un atto di follia il comportamento.
Il delirio di persecuzione è spiegabile in termini di un conflitto fra l'io del soggetto, fissato in una fase regressiva narcisistica (e spesso megalomaniaca) e il super io critico, che il soggetto identifica patologicamente con gli altri, attraverso il meccanismo di difesa della proiezione (sentendosi quindi giudicato e osteggiato dal prossimo). Quest'attività apparentemente inspiegabile è un tentativo del soggetto di relazionarsi con la realtà dandogli un senso seppure discutibile, e si è in presenza di un linguaggio schizofrenico non comprensibile.